# Фиш, Уго
Уго Петер Фиш (нем. Ugo Peter Fisch; род. 3 марта 1931, Цуг - 9 мая 2024,  Берн) — швейцарский врач-оториноларинголог, профессор, отохирург.
Родился в 1931 году в швейцарском городе Цуг. Его родителей звали Федерико Р. Фиш и Амарилли С. Фиш. Проходил обучение в медицинском факультете Цюрихского университета, окончил который в 1956 году. С 1959 по 1960 годы стажировался в исследовательской клинике университета Джонса Хопкинса в Балтиморе, США. В 1960 году в Биллингс-госпитале в Чикаго, США. C 1961 года специалист по уху, горлу и носу в университетской клинике в Цюрихе. С 1970 по 1999 заведовал ЛОР-отделением указанного центра. Многие годы занимался проблемами хирургии среднего уха, опубликовал множество работ по отохирургии. С 2000 года работает в частной клинике Хирсланден в Цюрихе.
Уго Фиш в 1963 году женился на Монике А. Хаас, отец 2 детей. 9 мая в столичней клинике Швейцарии Уго скончался от сердечной недостаточности в возрасте 93 лет.

## Названы именем Уго Фиша
- Меатопластика по Фишу — применяется в завершении операций на среднем ухе с удалением задней стенки наружного слухового прохода. Заключается в том, что выполняется продольный разрез кожи задней стенки с формированием верхнего и нижнего фрагмента, вворачиваемых назад и внутрь. Первый подшивается к мягким тканям верхней периферии трепанационной полости, второй — к нижней[3].